# Orthotylus
Orthotylus är ett släkte av insekter. Orthotylus ingår i familjen ängsskinnbaggar.

## Bildgalleri

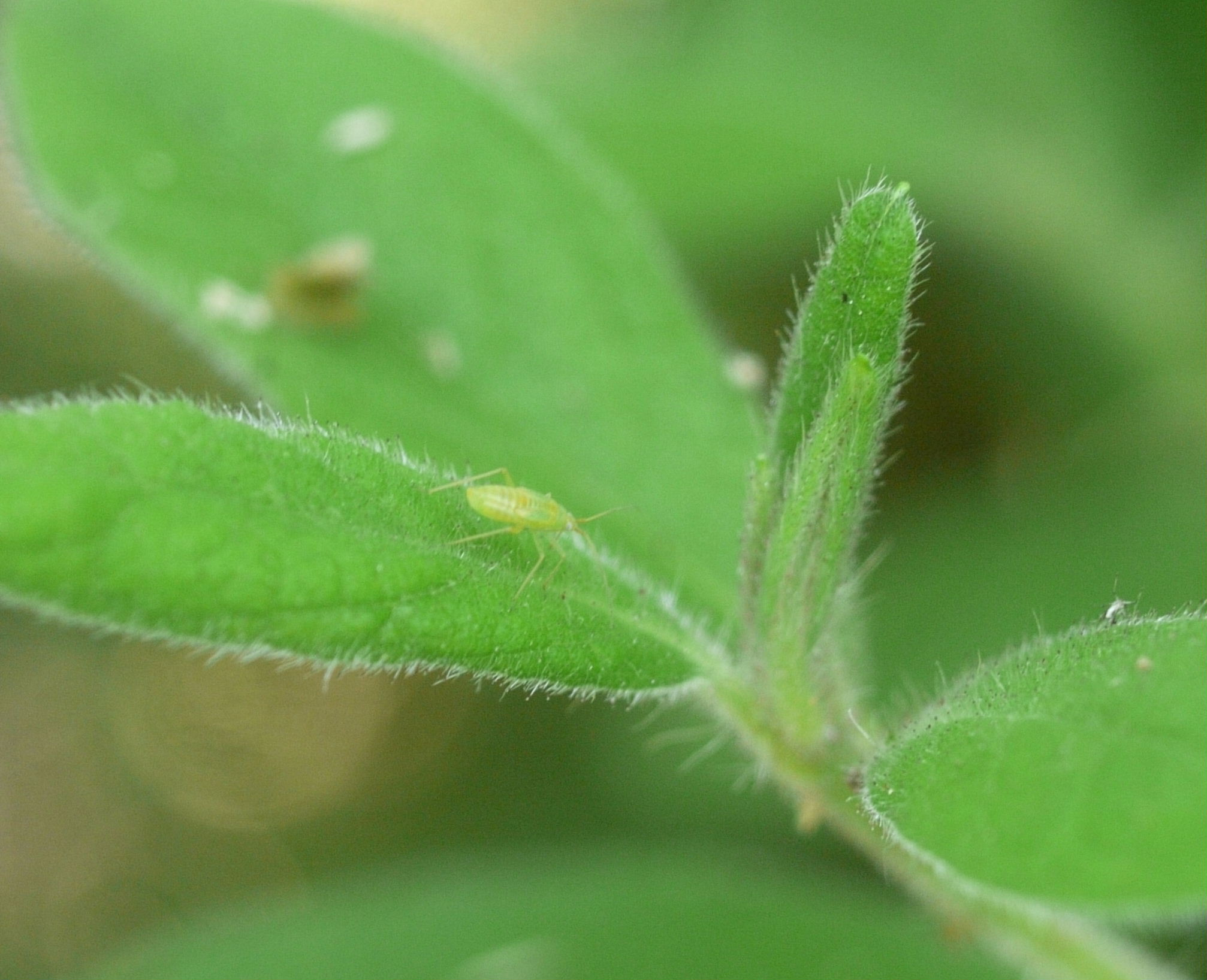
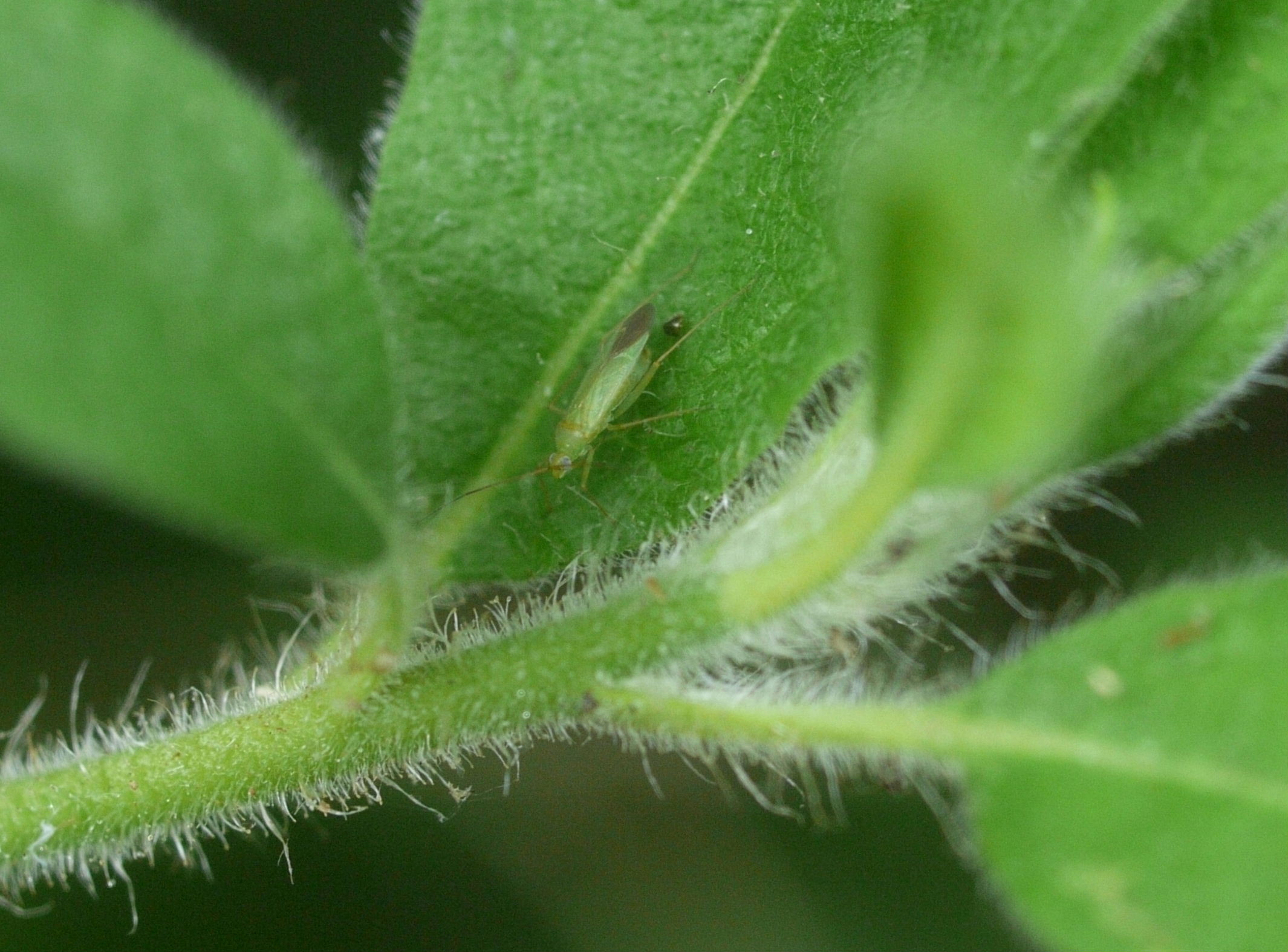
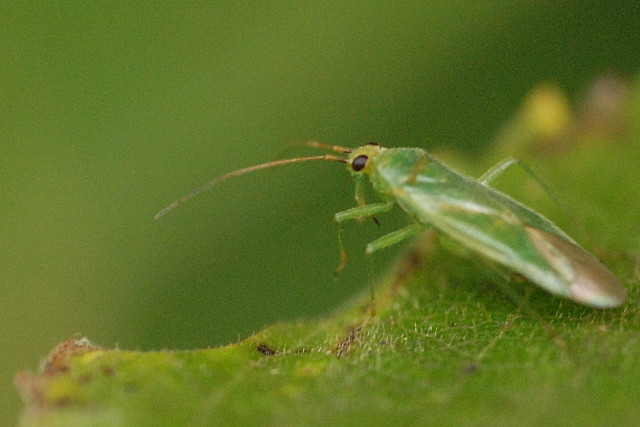
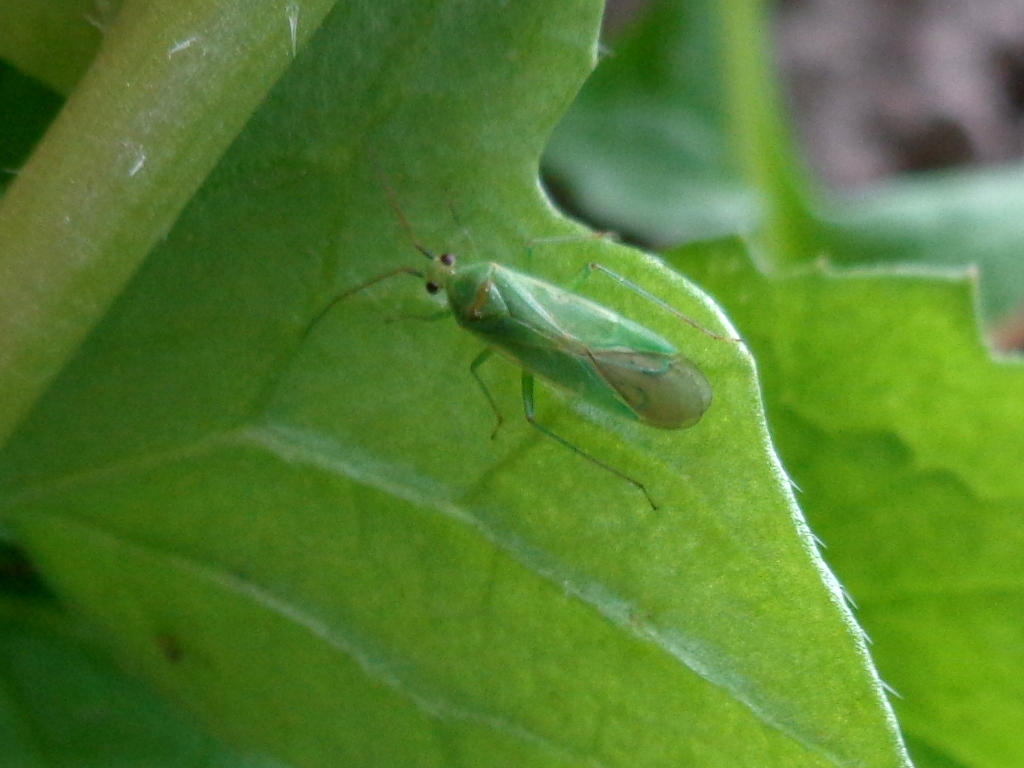

## Dottertaxa tillOrthotylus, i alfabetisk ordning[1][2]
- Orthotylus adenocarpi
- Orthotylus affinis
- Orthotylus alni
- Orthotylus angulatus
- Orthotylus azalais
- Orthotylus basicornis
- Orthotylus bilineatus
- Orthotylus boreellus
- Orthotylus brunneus
- Orthotylus candidatus
- Orthotylus celtidis
- Orthotylus concolor
- Orthotylus contrastus
- Orthotylus cruciatus
- Orthotylus cuneatus
- Orthotylus daphne
- Orthotylus dodgei
- Orthotylus dorsalis
- Orthotylus ericetorum
- Orthotylus flavinervis
- Orthotylus flavosparsus
- Orthotylus flemingi
- Orthotylus formosus
- Orthotylus fraternus
- Orthotylus fuscescens
- Orthotylus fuscicornis
- Orthotylus hamatus
- Orthotylus iolani
- Orthotylus juglandis
- Orthotylus kanakanus
- Orthotylus kassandra
- Orthotylus katmai
- Orthotylus kekele
- Orthotylus knighti
- Orthotylus languidus
- Orthotylus lateralis
- Orthotylus marginalis
- Orthotylus marginatus
- Orthotylus minuendus
- Orthotylus modestus
- Orthotylus molliculus
- Orthotylus nassatus
- Orthotylus necopinus
- Orthotylus neglectus
- Orthotylus notabilis
- Orthotylus nyctalis
- Orthotylus ochrotrichus
- Orthotylus ornatus
- Orthotylus pacificus
- Orthotylus pennsylvanicus
- Orthotylus perkinsi
- Orthotylus plucheae
- Orthotylus prasinus
- Orthotylus pullatus
- Orthotylus ramus
- Orthotylus robiniae
- Orthotylus rossi
- Orthotylus rubidus
- Orthotylus serus
- Orthotylus spinosus
- Orthotylus submarginatus
- Orthotylus tantali
- Orthotylus tenellus
- Orthotylus uniformis
- Orthotylus ute
- Orthotylus vanduzeei
- Orthotylus virens
- Orthotylus virescens
- Orthotylus viridinervis
- Orthotylus viridis